# Tadeusz Piechura

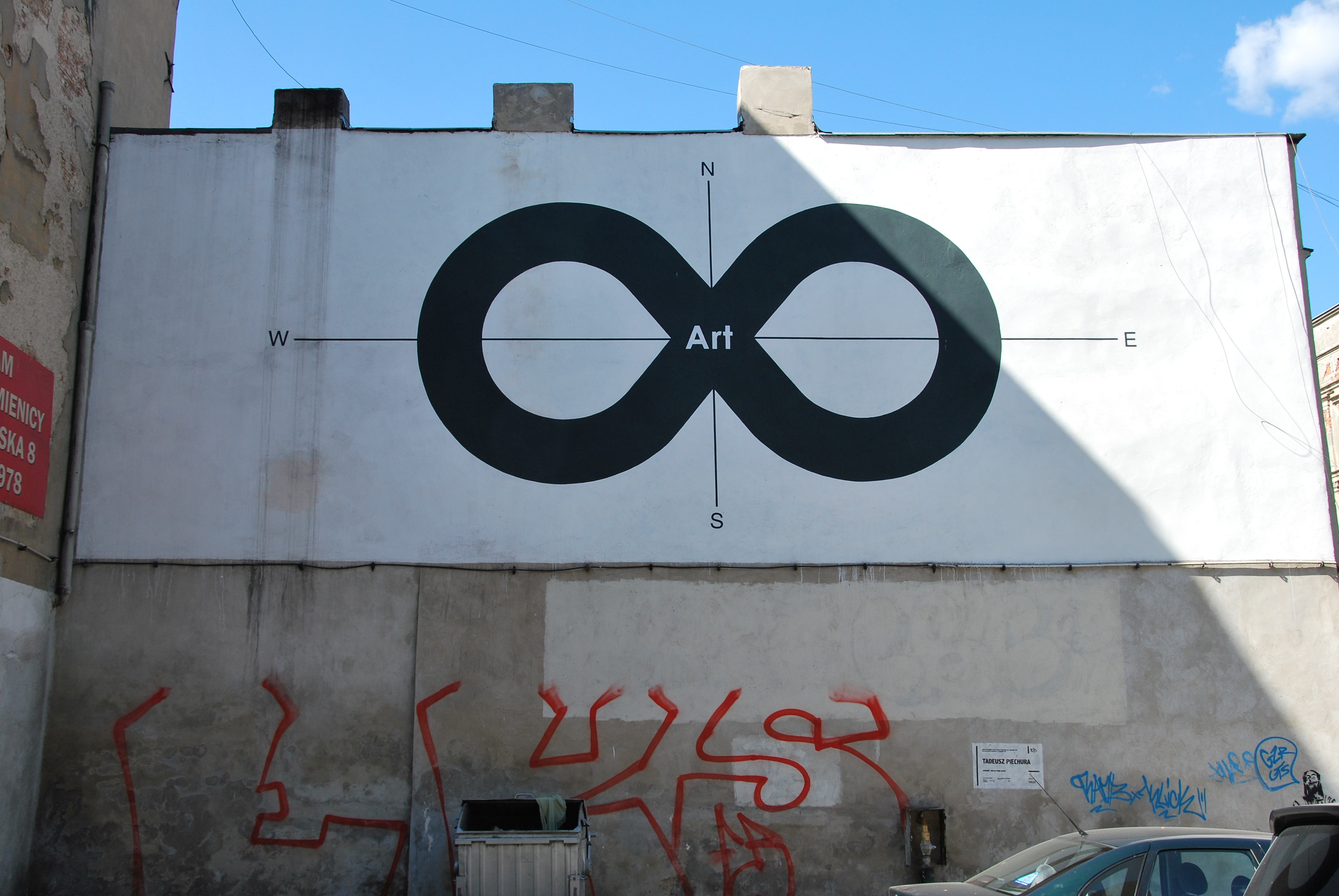
Mural autorstwa Grzegorza Gonsiora wg projektu Tadeusza Piechury, ul. Nowomiejska 10 w Łodzi

Tadeusz Piechura (ur. 11 kwietnia 1948 w Łodzi, zm. 16 czerwca 2013) – polski grafik-plakacista, artysta konceptualny, performer.

## Życiorys
Tadeusz Piechura jest absolwentem wydziału grafiki użytkowej na Państwowej Wyższej Szkoły Sztuk Plastycznych w Łodzi, którą ukończył w 1974. Wykładał w Instytucie Wzornictwa i Sztuk Pięknych w Lahti w 1987, Szkole Sztuki, Projektowania i Architektury Uniwersytetu Aalto w 1990, Wyższym Studium Fotografii w Warszawie (1990–1991) i na Akademii Humanistyczno-Ekonomicznej w Łodzi. Był członkiem Art Directors Club w Nowym Jorku.

### Życie prywatne
Żoną Tadeusza Piechury była Mirosława Piechura. Został pochowany na cmentarzu Doły w Łodzi (Kwatera: VIIB, Rząd: 7, Grób: 28).

## Twórczość
Plakaty Piechury promowały liczne wydarzenia i instytucje kulturalne, w tym m.in.: Muzeum Kinematografii, filmy Jana Jakuba Kolskiego, wystawy w Galerii Manhattan. Plakaty realizował również dla Państwowej Wyższej Szkoły Filmowej, Telewizyjnej i Teatralnej im. Leona Schillera z okazji jej 100-lecia, Muzeum Sztuki w Łodzi z okazji jego 70-lecia oraz plakaty promujące Festiwal Dialogu Czterech Kultur. Projektował także loga firm takich jak: dom aukcyjny Rynek Sztuki, Public Relations z Achen, Ars Publica z Paryża, TVP3 Łódź, Film Centrum Warszawy i Fundacja Filmowa z Łodzi. Ponadto projektował identyfikatory przedsiębiorstw, książki, katalogi oraz opakowania. Zaprojektował także okładkę Tygodnika Kulturalnego „Verte”.
Część z jego plakatów dotyczyła problemów społecznych, m.in.: AIDS, wojnie oraz braku tolerancji. Większość prac Piechury jest monochromatyczna, zazwyczaj jeśli stosował kolor to były to nieznaczna elementy czerwieni. Nastrój plakatów budował ich formą.
Część jego prac znajduje się w zasobach Muzeum Sztuki w Łodzi, w tym m.in. serie plakatów: Tolerancja, Jazz Grand Prix Melomani, tryptyk Wojna i pokój. Swoje prace prezentował m.in. w Galerii „80 × 140” Jerzego Trelińskiego, Galerii AZ w Łodzi (2003), a serię „Plakat +” w Galerii Atlas Sztuki (2004). Pośmiertnie jego prace były wystawiane w Muzeum Plakatu w Wilanowie (2017).
Piechura oprócz plakatu zajmował się również happeningami, zrealizował m.in.: „Nekrologi w lustrach” na ul. Piotrkowskiej w Łodzi, akcję „Nekrolog-klepsydra” (1973) oraz „Imieniny Piotrkowskiej” (1987).

## Nagrody
- I nagroda na Międzynarodowym Biennale Plakatu w Lahti (1983),
- Srebrny Medal na Międzynarodowym Biennale Plakatu w Warszawie (1984),
- I nagroda na Ogólnopolskim Festiwalu Plakatu Muzealnego i Ochrony Zabytków w Przemyślu (1985),
- Brązowy medal na Biennale Plakatu Polskiego w Katowicach (1985),
- Brązowy medal na Międzynarodowym Triennale Plakatu w Toyamie (988),
- Wyróżnienie na Międzynarodowym Biennale Plakatu w Lahti (1989),
- Złoty medal na Biennale Plakatu Polskiego w Katowicach (1989),
- Nagroda Rosyjskiej Akademii Grafiki Użytkowej, za projekt gazety-katalogu dla Konstrukcji w Procesie IV (1993)[4],
- Grand Prix na Biennale Plakatu Polskiego w Katowicach (1993),
- Grand Prix na Affichades Sup de Co Toulouse w Tuluzie (1993),
- II nagroda na Triennale Plakatu w Trnawie (1994),
- Złota Pszczoła Międzynarodowego Biennale Grafiki w Moskwie (1996)[5],
- Srebrny medal na Międzynarodowym Triennale Plakatu w Toyamie (1997),
- Złoty medal na „Creativity 28” w Cincinnati (1998),
- Nagroda specjalna Międzynarodowego Biennale Grafiki w Moskwie (1998),
- Srebrny medal na 78th Annual Art Directors Club w Nowyn Jorku (1999),
- Złota Pszczoła Międzynarodowego Biennale Grafiki w Moskwie (2000)[13],
- Nagroda Prezydenta Miasta Sosnowiec za plakat „William Shakespeare” na 20 Biennale Plakatu Polskiego w Katowicach (2007)[14].